# 关帝庙镇
关帝庙镇，是中华人民共和国安徽省宿州市砀山县下辖的一个乡镇级行政单位。

## 行政区划
关帝庙镇下辖以下地区：
熙可村、孟饭棚村、黄屯村、阚寨村、邵楼村、杨庄寨村、赵岗村、薛楼村、汤寺村、毛庄寨村、刷集村、汪大楼村、便民村、小神村、清河村、沙河村和利民村。